# Aldo Oviedo
Aldo Josué Oviedo Gallardo (San Pedro Sula, Departamento de Cortés, Honduras, 7 de enero de 1990) es un futbolista hondureño. Juega como mediocentro ofensivo y su equipo actual es el Atlético Independiente de la Liga de Ascenso de Honduras.

## Trayectoria
Aldo Oviedo hizo su debut profesional en el año 2011 jugando para el Atlético Choloma, club con el que fue goleador e hizo dos excelentes torneos, logrando anotar nueve goles. Debido a su excelente participación con este club, Aldo Oviedo fue cotizado por dos clubes grandes, el Club Deportivo Marathón y el Real España, ambos de San Pedro Sula. Al final firmó un contrato de cinco años con el Real España, club con el que jugó durante dos torneos. 
Tras la poca participación con el Real España bajo la dirección del mexicano José Treviño y la marginación total por parte del entrenador costarricense Hernán Medford, Aldo Oviedo salió del club y fichó por el Club Deportivo Vida donde juega actualmente.

## Selección nacional
En el año 2012 formó parte de la Selección de fútbol de Honduras sub-23, dirigida en ese entonces por el colombiano Luis Fernando Suárez, pero no logró jugar.
Aldo Oviedo recibió su primera convocatoria a la Selección de fútbol de Honduras en el año 2013 para jugar en las Eliminatorias Brasil 2014 contra Estados Unidos aunque no pudo debutar. Su debut con la Bicolor fue el 21 de junio de 2013 en un juego benéfico entre los Amigos de David Suazo y Honduras. El partido se disputó en honor al retiro de David Suazo y terminó con un empate 1-1.

### Participaciones en Eliminatorias
| Eliminatoria      | Resultado      |
| ----------------- | -------------- |
| Eliminatoria 2014 | 3° (Clasificó) |

## Clubes
- Actualizado el 13 de diciembre de 2015.

| Club                   | País      | Año         | Partidos | Goles |
| ---------------------- | --------- | ----------- | -------- | ----- |
| Atlético Choloma       | Honduras  | 2011-2012   | 46       | 9     |
| Real España            | Honduras  | 2013        | 18       | 0     |
| Vida                   | Honduras  | 2014        | 21       | 0     |
| Real España            | Honduras  | 2015        | 19       | 0     |
| Juticalpa F. C.        | Honduras  | 2016        | 30       | 4     |
| Deportivo Malacateco   | Guatemala | 2017        | 16       | 2     |
| Real Sociedad          | Honduras  | 2017        | 0        | 0     |
| Juticalpa F. C.        | Honduras  | 2018        | 4        | 0     |
| París F. C.            | Honduras  | 2018        | 1        | 0     |
| Real de Minas          | Honduras  | 2019-2022   | 30       | 7     |
| Lobos UPNFM            | Honduras  | 2022        | 20       | 2     |
| Vida                   | Honduras  | 2023        | 2        | 0     |
| Atlético Independiente | Honduras  | 2023 - Act. | ?        | ?     |

## Palmarés

### Campeonatos nacionales
| Título                    | Club           | País     | Año  |
| ------------------------- | -------------- | -------- | ---- |
| Liga Nacional de Honduras | Real España    | Honduras | 2013 |
| Copa de Honduras          | Juticalpa F.C. | Honduras | 2016 |